# Stava
Stava – miejscowość (tätort) w Szwecji, w regionie administracyjnym (län) Sztokholm, w gminie Österåker.
Według danych Szwedzkiego Urzędu Statystycznego liczba ludności wyniosła: 347 (31 grudnia 2015), 359 (31 grudnia 2018) i 370 (31 grudnia 2019).